# Hässelby villastads station

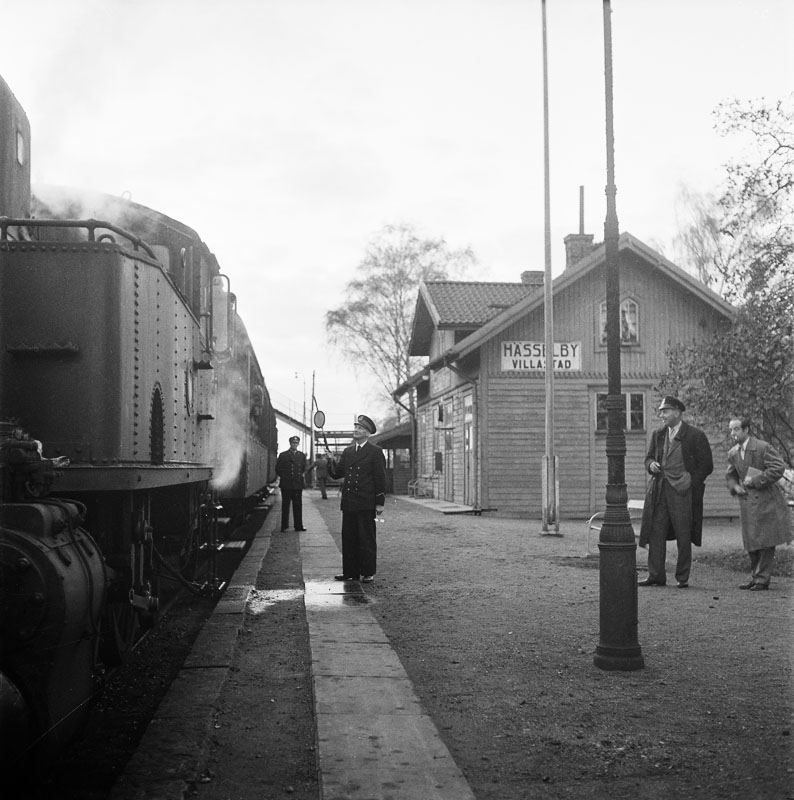
Hässelby Villastads station den 18 oktober 1956.

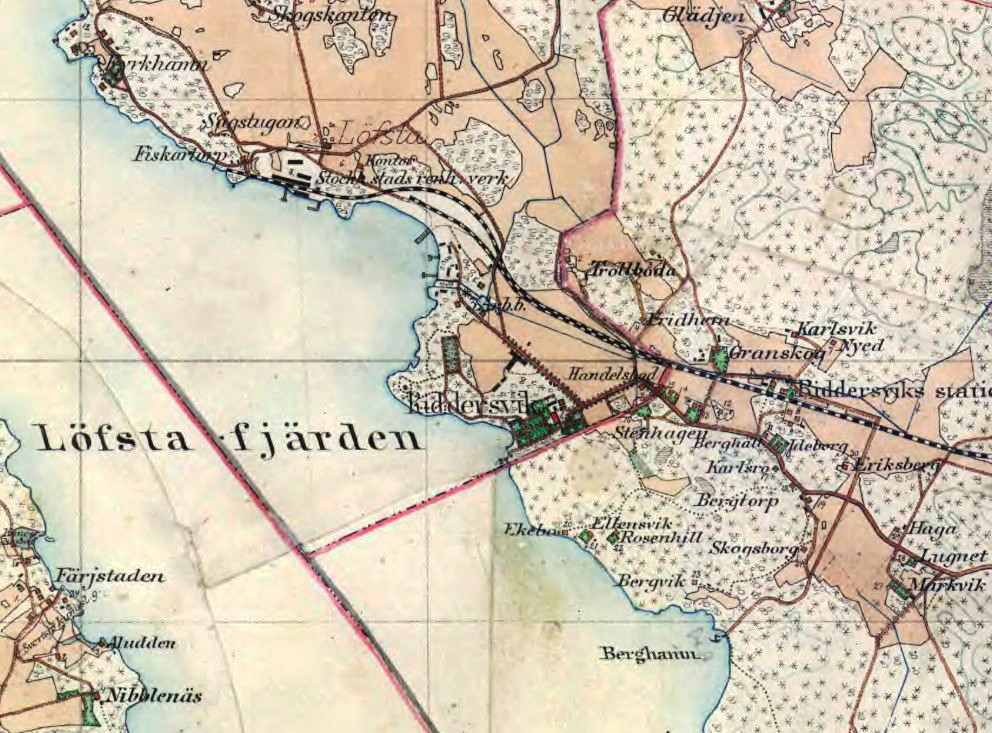
Riddersvik med omgivning på Häradsekonomiska kartan, ca 1900.

Hässelby villastads station var en järnvägsstation i Hässelby villastad vid dåvarande Spånga–Lövsta järnväg.
Stationen öppnades för persontrafik mot Spånga 1889 och trafiken fortsatte till 1956, då den ersattes med bussar med anslutning till Hässelby Gårds tunnelbanestation och Vällingby. Flera busslinjer inrättades på 1950-talet, samtidigt som alltfler skaffade bil. Stockholms stad ansökte hos regeringen om att få lägga ned persontrafiken på sträckan Spånga-Hässelby villastad, eftersom antalet tågresenärer sjönk. Persontrafiken upphörde den 1 december 1956, en månad efter att tunnelbanan till Hässelby gård hade öppnats, vilket ansågs göra persontrafiken på Lövstabanan överflödig. Från Hässelby gick det sista tåget den 1 december 1956 kl. 0.19. Hässelby villastads station har sedan dess inte trafikerats av några persontåg mellan Hässelby villastad - Spånga. Stationshuset är rivet, men ett lokstall i tegel som låg strax väster om stationen finns kvar och används numera som bilverkstad. Stationen trafikerades av persontåg, soptåg och godståg
Järnvägslinjen lades ner 1970 och spåret revs upp. Förbi den plats där stationen låg, går nu Lövstavägen längs med spårets gamla sträckning.
Hässelby villastads station användes ofta vid filminspelningar vid mitten av 1900-talet, då den lätt kunde ge intryck av landsortsstation men ändå låg på bekvämt avstånd från Filmstaden i Solna.